# Weilheim in Oberbayern
Weilheim in Oberbayern is een plaats in de Duitse deelstaat Beieren. Het is de Kreisstadt van het Landkreis Weilheim-Schongau. De stad telt 22.727 inwoners.

## Foto's

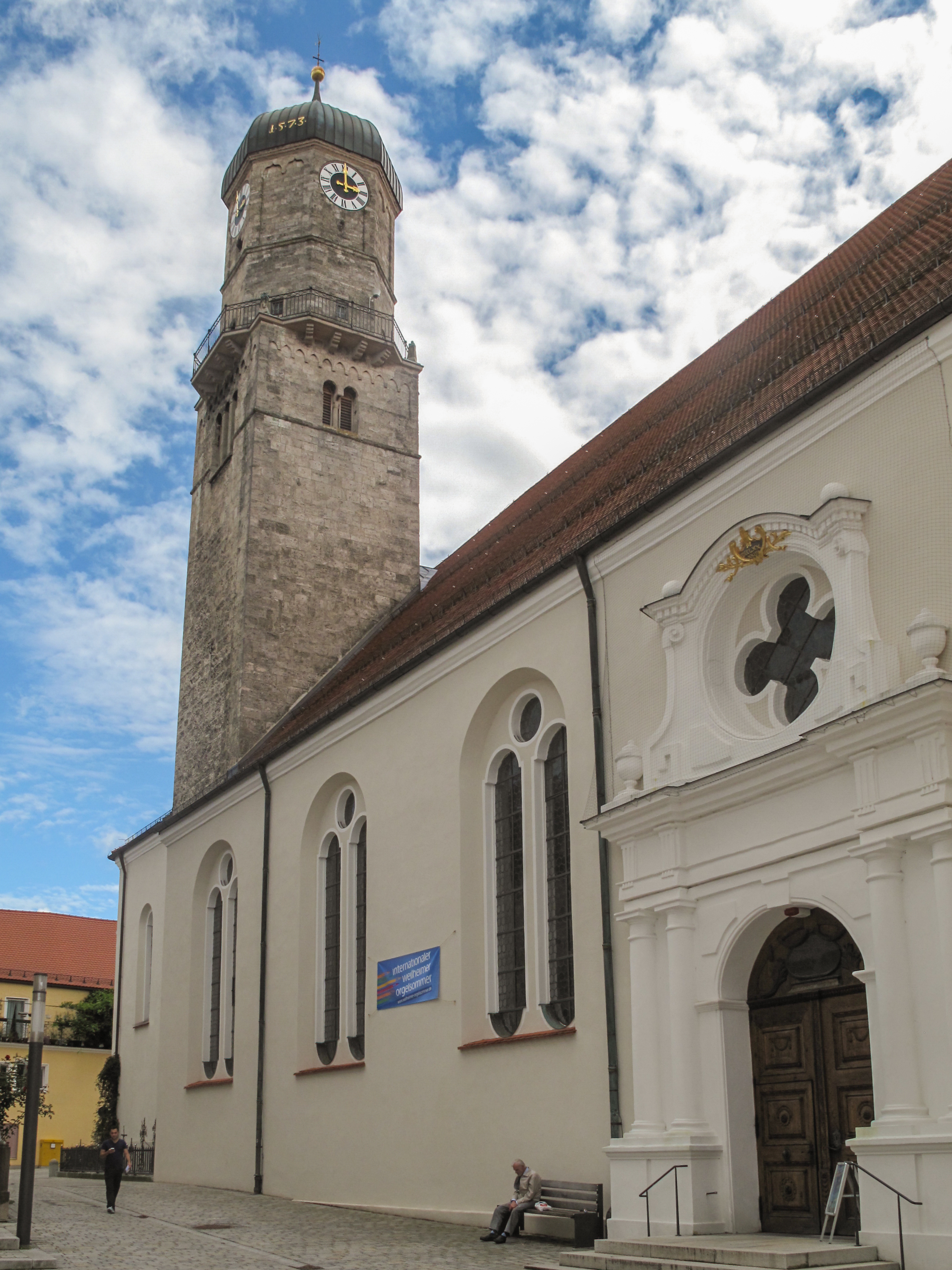
Weilheim, kerktoren van de Sankt Mariä Himmelfahrt Kirche
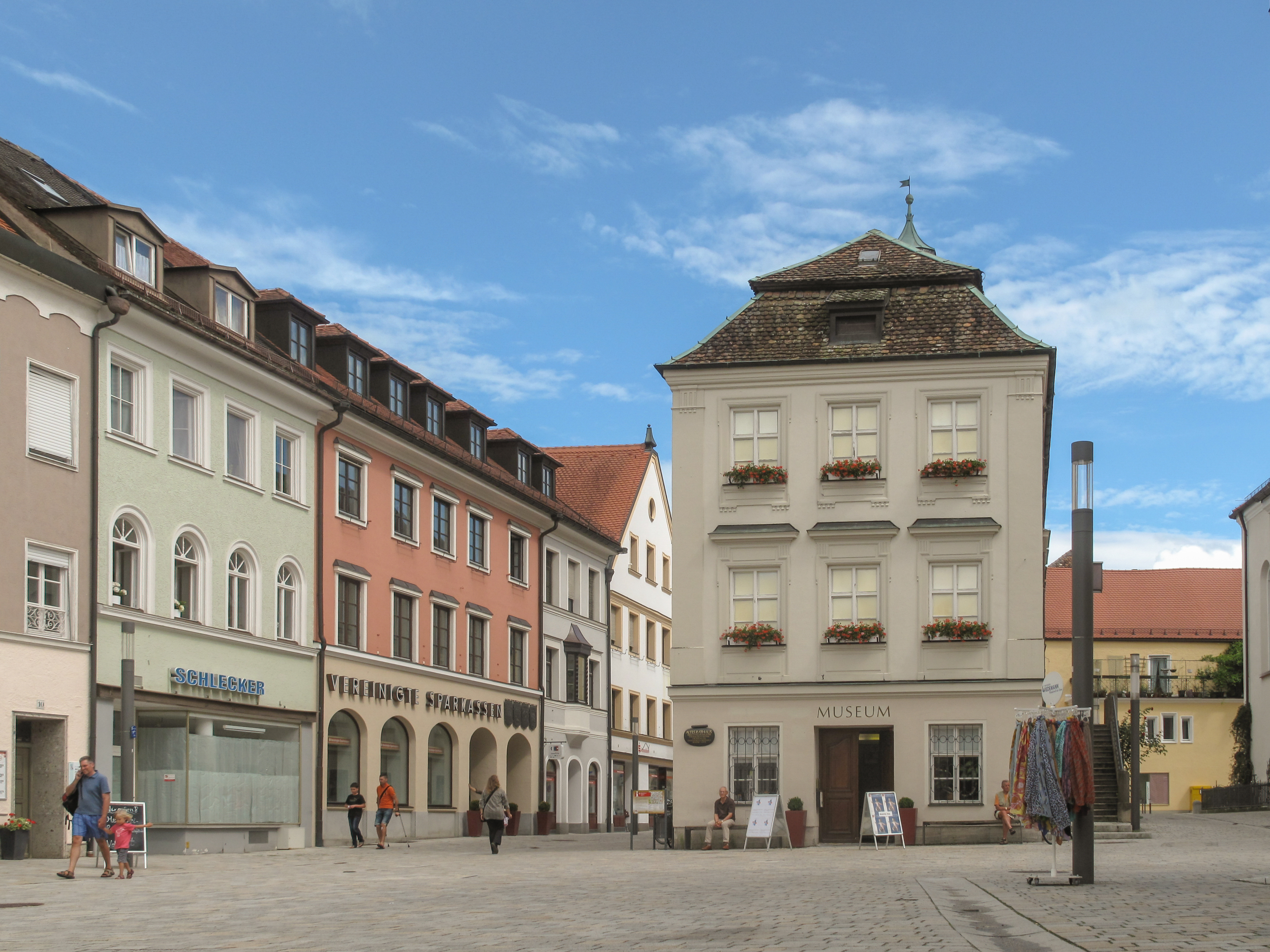
Weilheim, Stadtmuseum in Alten Rathaus vanaf Marienplatz
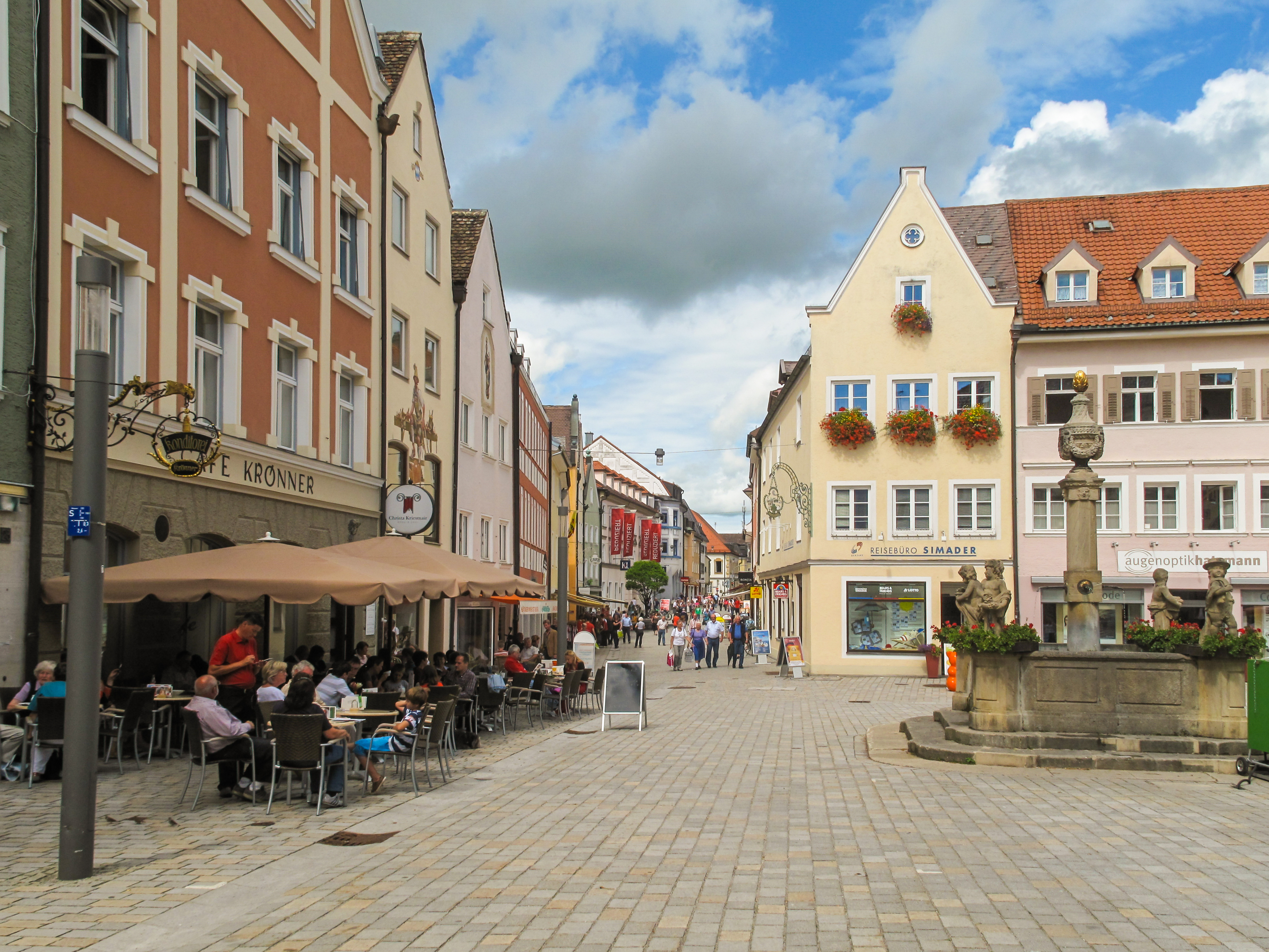
Weilheim, straatzicht: die Schmiedstrasse
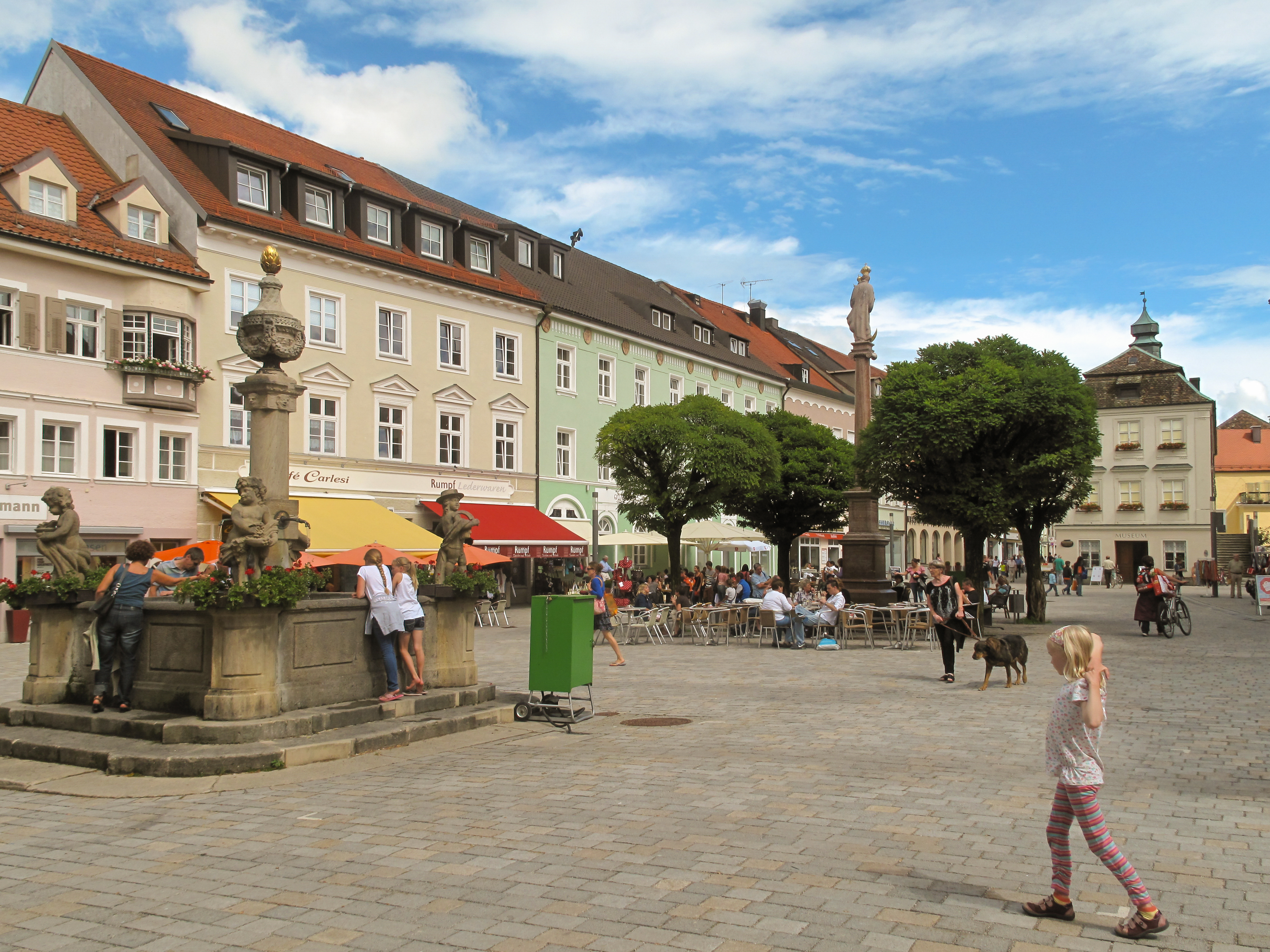
Weilheim, straatzicht: der Marienplatz
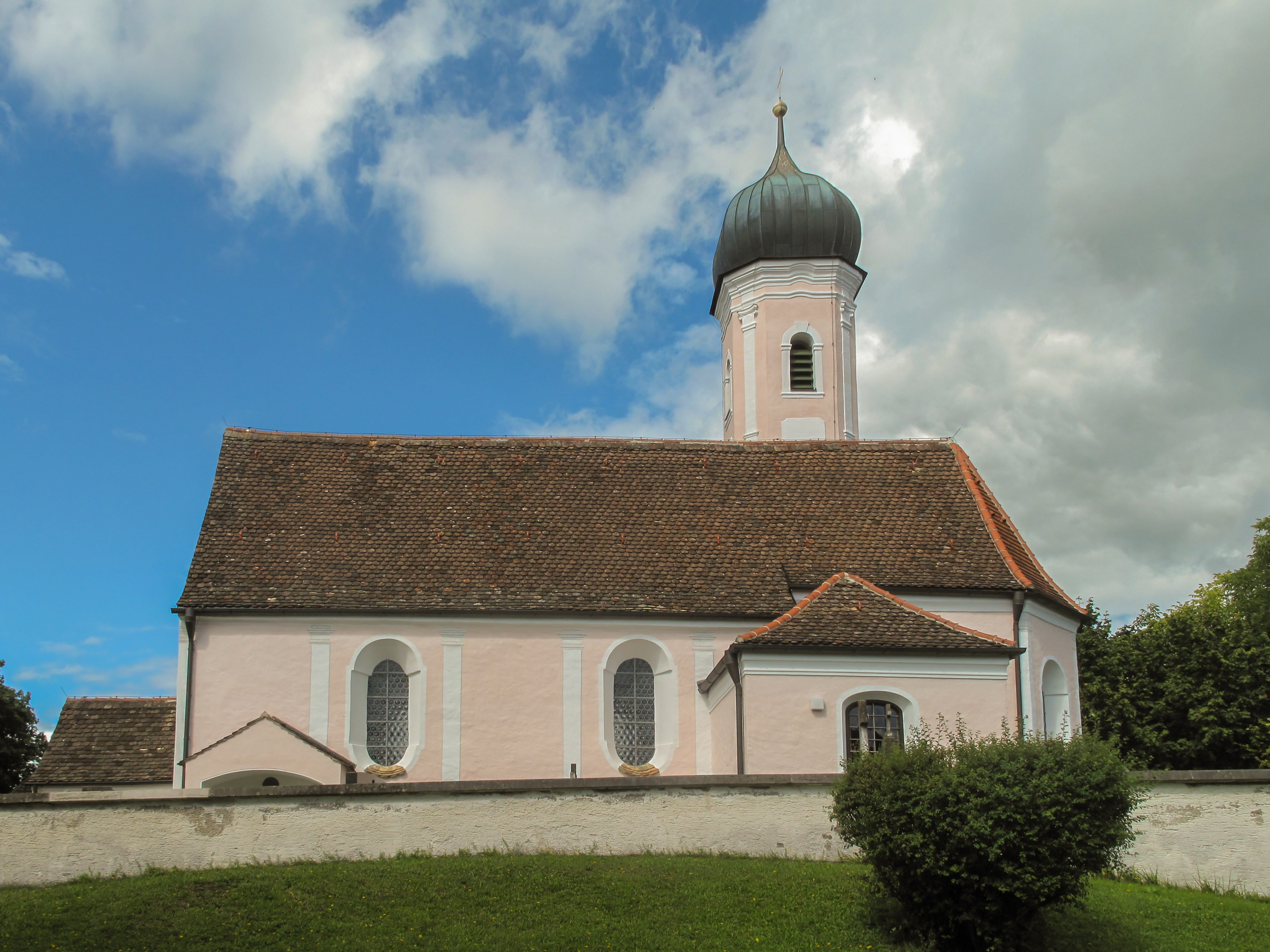
Deutenhausen, kerk: die Sankt Johann Kirche
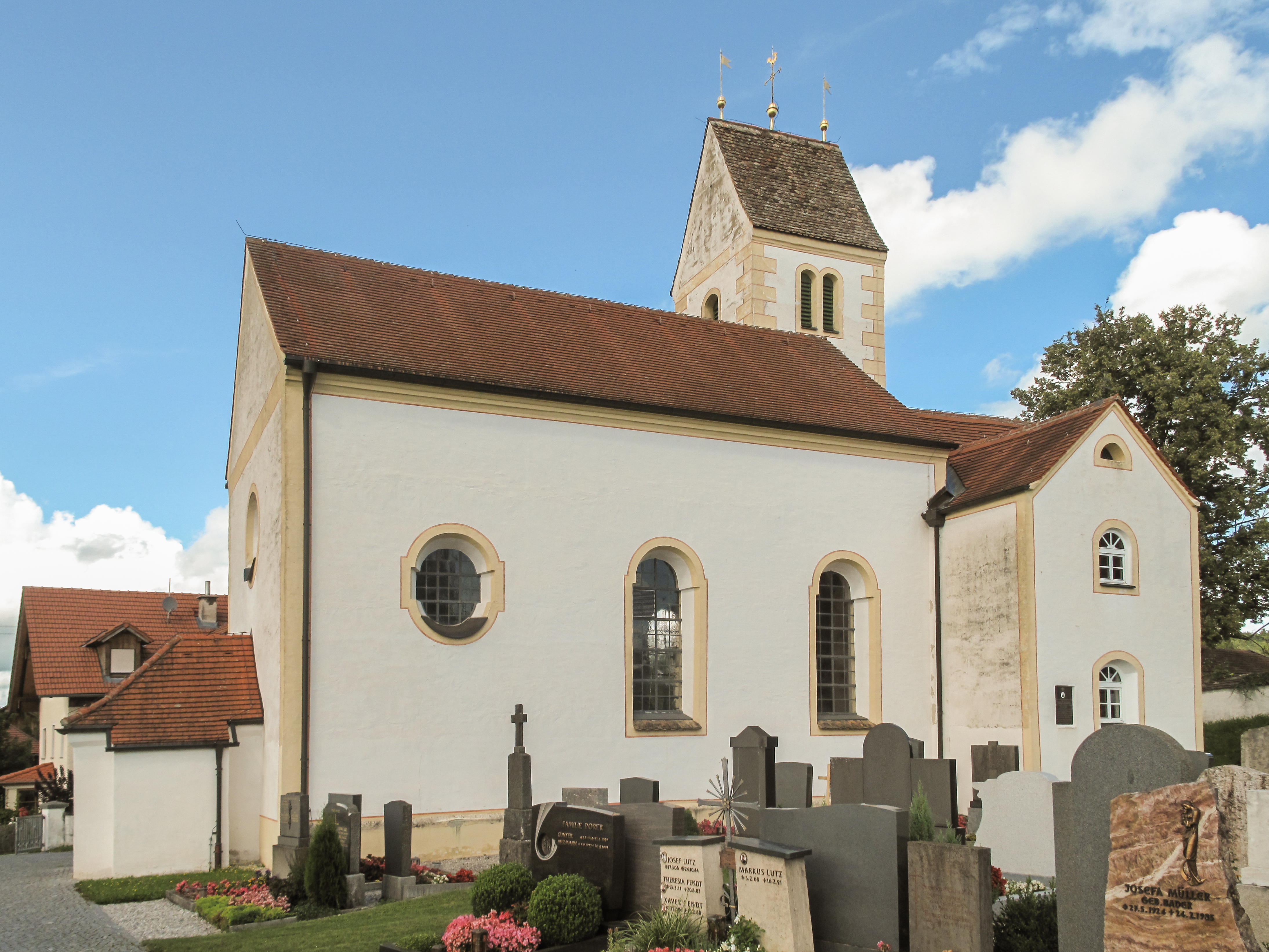
Marnbach, kerk: die Sankt Michael Kirche

## Geografie
Weilheim in Oberbayern heeft een oppervlakte van 55,5 km² en ligt in het zuiden van Duitsland.

## Geboren in Weilheim in Oberbayern
- Georg Petel (1601/02–1634), beeldhouwer
- Franz von Hipper (1916), militair
- Johannes Enders (1967), jazzsaxophonist
- Andreas Görlitz (1982), voetballer
- Fanny Chmelar (1985), langlaufer
- Julian Pajzs (1987), jazzmuzikant en filmcomponist
- Maximilian Nagl (1987), motorcrosser
- Thomas Müller (1989), voetballer

Altenstadt ·
Antdorf ·
Bernbeuren ·
Bernried ·
Böbing ·
Burggen ·
Eberfing ·
Eglfing ·
Habach ·
Hohenfurch ·
Hohenpeißenberg ·
Huglfing ·
Iffeldorf ·
Ingenried ·
Oberhausen ·
Obersöchering ·
Pähl ·
Peißenberg ·
Peiting ·
Penzberg ·
Polling ·
Prem ·
Raisting ·
Rottenbuch ·
Schongau ·
Schwabbruck ·
Schwabsoien ·
Seeshaupt ·
Sindelsdorf ·
Steingaden ·
Weilheim i.OB ·
Wessobrunn ·
Wielenbach ·
Wildsteig